# Municipio de Oconee (Illinois)
El municipio de Oconee (en inglés: Oconee Township) es un municipio ubicado en el condado de Shelby en el estado estadounidense de Illinois. En el año 2010 tenía una población de 776 habitantes y una densidad poblacional de 5,43 personas por km².

## Geografía
El municipio de Oconee se encuentra ubicado en las coordenadas 39°16′41″N 89°5′3″O / 39.27806, -89.08417. Según la Oficina del Censo de los Estados Unidos, el municipio tiene una superficie total de 142.96 km², de la cual 142,74 km² corresponden a tierra firme y (0,15 %) 0,22 km² es agua.

## Demografía
Según el censo de 2010, había 776 personas residiendo en el municipio de Oconee. La densidad de población era de 5,43 hab./km². De los 776 habitantes, el municipio de Oconee estaba compuesto por el 97,81 % blancos, el 0,13 % eran amerindios, el 0,39 % eran asiáticos y el 1,68 % eran de una mezcla de razas. Del total de la población el 1,29 % eran hispanos o latinos de cualquier raza.